# Vizzolo Predabissi
Vizzolo Predabissi (Vizzoeu in dialetto milanese, chiamata semplicemente Vizzolo fino al 1863) è un comune italiano di 3 859 abitanti della città metropolitana di Milano in Lombardia.

## Storia
Nel 1811 venne temporaneamente annesso al comune di Melegnano, alla parrocchia cui apparteneva.

### Simboli
Lo stemma e il gonfalone sono stati concessi con decreto del presidente della Repubblica del 22 novembre 1979.
Il simbolo di Milano posto nel capo si ricollega a un antico trattato di pace stipulato nel 1198 fra Milano e Lodi in cui, a detta dello storico milanese Giorgio Giulini, la terra di Vighezzolo (come all'epoca era denominato Vizzolo) avrebbe dovuto appartenere sempre ai Milanesi.
Il gonfalone è un drappo troncato di bianco e di azzurro.

### Monumenti e luoghi d'interesse

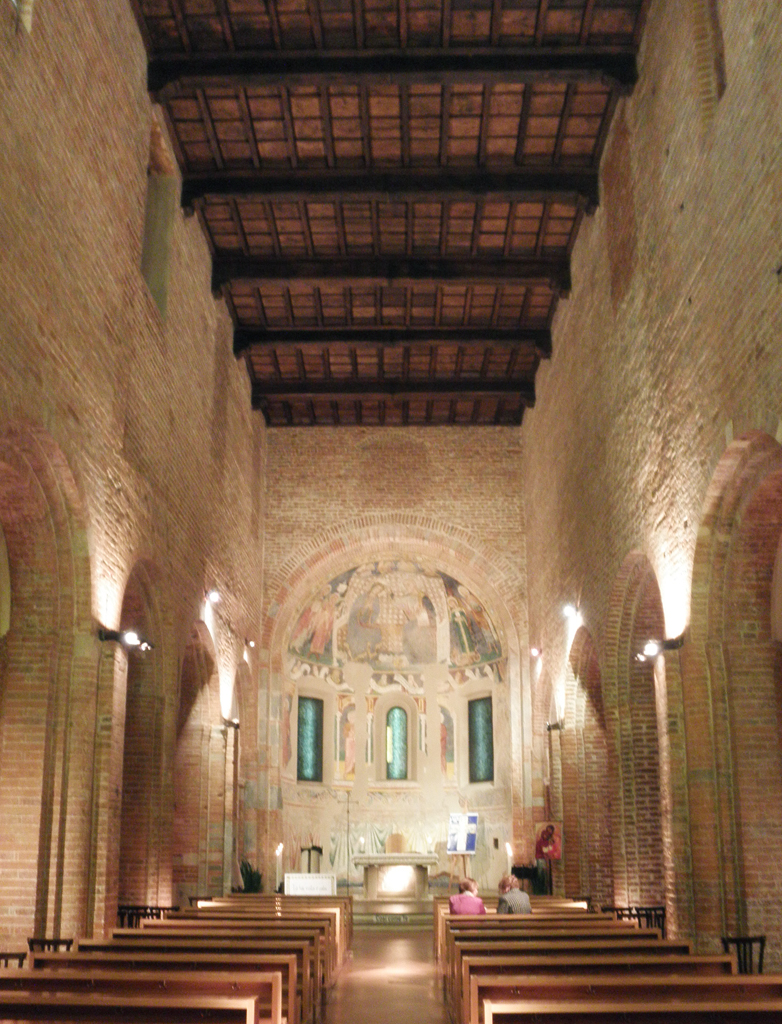
Interno della chiesa

- Chiesa di Santa Maria in Calvenzano: edificio romanico di notevole suggestione, ha assorbito nella sua giurisdizione la parrocchia costituita nel 1964.

## Società

### Evoluzione demografica
- 280 nel 1751
- 480 nel 1805
- 551 nel 1809
- 510 nel 1853
- 533 nel 1859

Abitanti censiti

### Etnie e minoranze straniere
Secondo i dati ISTAT al 31 dicembre 2023 la popolazione straniera residente era di 322 persone. Le nazionalità maggiormente rappresentate in base alla loro percentuale sul totale della popolazione residente erano:
- Romania 104
- Marocco 37
- Egitto 19
- Perù 16

## Amministrazione
| Periodo | Periodo   | Primo cittadino      | Partito                            | Carica  | Note  |
| ------- | --------- | -------------------- | ---------------------------------- | ------- | ----- |
| 1985    | 1991      | Ferdinando Salvatori | Partito Socialista Italiano        | Sindaco | [ 7 ] |
| 1991    | 1996      | Enzo Volpi           | Partito Democratico della Sinistra | Sindaco | [ 7 ] |
| 1996    | 1999      | Domenico Cartini     | lista civica                       | Sindaco | [ 7 ] |
| 2000    | 2005      | Ferdinando Salvatori | lista civica                       | Sindaco | [ 7 ] |
| 2005    | 2010      | Enrico Ceriani       | lista civica (centrosinistra)      | Sindaco | [ 7 ] |
| 2010    | 2019      | Mario Mazza          | lista civica (centrosinistra)      | Sindaco | [ 7 ] |
| 2019    | 2024      | Luisa Salvatori      | lista civica                       | Sindaco | [ 7 ] |
| 2024    | in carica | Luisa Salvatori      | lista civica                       | Sindaco | [ 7 ] |